# Kaminokuni (Hokkaidō)
Kaminokuni (上ノ国町 Kaminokuni-chō?) es una pueblo del distrito de Hiyama, subprefectura de Hiyama, Hokkaidō, Japón. Tiene un área de 547,58 km² y una población de 5.594 habitantes (2010).

## Historia
Takeda Nobuhiro (1431-1494), progenitor de la casa Kakizaki, (posteriormente clan Matsumae), estableció una fortaleza en Kaminokuni que sirvió como punto de partida para la colonización de la zona por mercaderes y pescadores wajin.